# Керкуолл
Ке́ркуолл (англ. Kirkwall, скотс Kirkwaa, гэльск. Baile na h-Eaglais) — самый крупный город на Оркнейских островах в Шотландии. Административный центр области Оркни. Население города составляет около 7 тыс. жителей. Расположен на востоке острова Мейнленд. Недалеко от города расположен одноимённый аэропорт.

## История
Впервые упоминается в Саге об оркнейцах под 1046 годом. Его основателем скальды называют оркнейского ярла Рёгнвальда Брусасона. В переводе с норвежского Kirkjuvagr означает «бухта с храмом» (имеется в виду церковь св. Олафа). Городской статус Керкуоллу предоставил Яков III в 1486 году. Город сильно пострадал во время феодальных войн XVII века, тогда же был разобран средневековый замок.

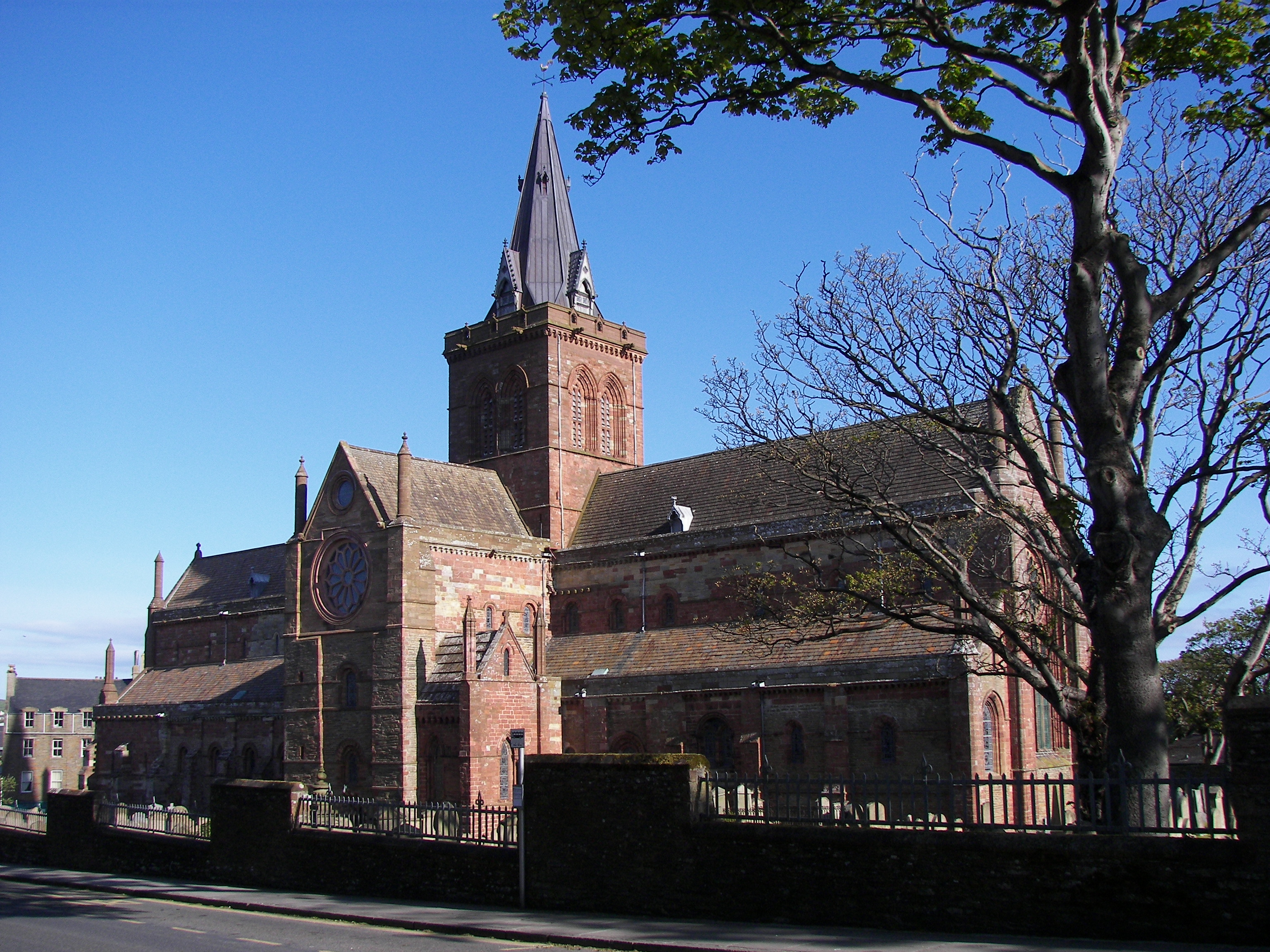
Собор св. Магнуса Оркнейского

Главная городская достопримечательность — собор Магнуса Оркнейского, заложенный Рёгнвальдом III в 1137 году и выстроенный за несколько десятилетий в романском стиле. Это один из самых северных храмов европейского Средневековья. Собор неоднократно реконструировался. Рядом с ним расположены руины средневекового епископского дворца и резиденции ярлов Оркнейских (XVII век). Исторический музей занимает хорошо сохранившийся особняк XVI века.

## Климат
| Показатель                | Янв. | Фев. | Март | Апр. | Май  | Июнь | Июль | Авг. | Сен. | Окт. | Нояб. | Дек. | Год  |
| ------------------------- | ---- | ---- | ---- | ---- | ---- | ---- | ---- | ---- | ---- | ---- | ----- | ---- | ---- |
| Абсолютный максимум, °C   | 12,2 | 12,4 | 20,0 | 20,7 | 21,0 | 22,7 | 23,5 | 24,3 | 22,8 | 18,3 | 15,0  | 12,4 | 24,3 |
| Средний максимум, °C      | 6,2  | 6,3  | 7,4  | 9,3  | 11,8 | 13,7 | 15,8 | 15,8 | 14,0 | 11,2 | 8,5   | 6,6  | 10,6 |
| Средняя температура, °C   | 4,0  | 4,0  | 4,8  | 6,5  | 8,8  | 11,0 | 13,1 | 13,0 | 11,4 | 9,0  | 6,5   | 4,8  | 8,1  |
| Средний минимум, °C       | 2,0  | 1,8  | 2,4  | 3,6  | 5,5  | 7,9  | 10,1 | 10,2 | 8,6  | 6,4  | 4,2   | 2,4  | 5,4  |
| Абсолютный минимум, °C    | −6   | −5   | −6,8 | −5   | −1,6 | 1,0  | 3,0  | 3,9  | 0,5  | −1,1 | −4,1  | −5,3 | −6,8 |
| Норма осадков, мм         | 106  | 90   | 94   | 58   | 48   | 50   | 56   | 64   | 93   | 122  | 124   | 105  | 1010 |
| Источник: Погода и Климат |      |      |      |      |      |      |      |      |      |      |       |      |      |

## Известные уроженцы
- Бертанк (+840 г.) — святой.
- Магнус Оркнейский (+ 1108 г.) — католический святой.
- Уильям Бальфур Бейки (1824 г. — 1864 г.) — исследователь, натуралист и филолог.